# Puma King
Puma King (né le 6 juillet 1990 à Mexico, au Mexique) est un catcheur (lutteur professionnel) mexicain qui est connu pour son travail à la Lucha Libre AAA Worldwide.

## Carrière

### Consejo Mundial de Lucha Libre (2008-2018)
Peu de temps après ses débuts, Puma King travailla pour l'International Wrestling Revolution Group (IWRG). Bien que Tiger Kid ait également travaillé pour l'IWRG, la promotion ne les utilisait que rarement en tant qu'équipe. En 2008, Puma King a rejoint Tiger Kid à Consejo Mundial de Lucha Libre (CMLL), la même promotion pour laquelle leurs oncles travaillaient. Les deux groupes, Puma King et Tiger Kid, ont participé au match cibernetico torseo Trofeo Generacion Del 75, un tournoi pour lutteurs qui symbolisait «l’avenir du CMLL au cours de leur 75e année», mais qui a perdu face au trophée El Hijo del Fantasma.
Puma King a participé au tout premier tournoi En Busca de un Ídolo ("À la recherche d'un idole") de la CMLL, mais ne s'est pas qualifié pour la demi-finale du tournoi. Le 14 septembre 2012, à l'occasion du 79th Anniversary Show, Puma King a remporté le masque de Rey Cometa dans une Lucha de Apuestas, forçant son rival à se démasquer.
Le 25 décembre 2015, dans le cadre de l'exposition annuelle de la CMLL à Infierno en el Ring, Puma était l'un des douze hommes qui ont risqué leur masque lors du match contre la cage en acier du tournoi principal. Il était le deuxième homme à quitter la cage, tout en protégeant son masque.
Le 17 juillet 2018, Puma a annoncé son départ de CMLL.

### Asistencia Asesoría y Administración (2018-...)
Le 22 juillet 2018, Puma a fait ses débuts pour Lucha Libre AAA Worldwide, organisant l'événement principal de leur spectacle AAA vs. Elite. Il a été présenté comme le roi Puma et a fait équipe avec L.A. Park et Electroshock en tant que représentants de la Liga Elite. Le trio a battu l'équipe AAA (Psycho Clown, El Hijo del Fantasma et Rey Wagner). Puma King, El Hijo de L.A. Park et Black Taurus représentaient Elite dans un match à trois pour le Championnat des trios mondiaux AAA à Triplemanía XXVI. Les équipes Elite et AAA (Mamba, Máximo et Pimpinela Escarlata) ont perdu face aux champions en titre El Nuevo Poder del Norte (Carta Brava Jr., Mocho Cota Jr. et Tito Santana).
À l'automne 2018, Puma King était l'un des 18 lutteurs participant au tournoi de Lucha Capital, perdant face à Drago et Pentagón Jr. pour être éliminé de la compétition.
Le 10 août 2019, Puma King perdait un match pour le titre devant le champion de AAA Mega Championship contre le champion Fénix. Ce match incluait également Laredo Kid et Taurus.

### Circuit indépendant (2018-...)
En plus de travailler pour AAA, Puma King a commencé à travailler pour diverses promotions de lutte indépendantes basées au Mexique, aux États-Unis et au Japon après avoir quitté la CMLL. Son premier match aux États-Unis a eu lieu le 7 septembre 2018 pour PCW Ultra, en battant Jake Atlas et Maxx Stardom. En outre, il a également travaillé pour l'Impact Wrestling, l'All Pro Wrestling, la Game Changer Wrestling et la Major League Wrestling, en plus de ses apparitions régulières dans la Pro Wrestling Guerrilla (PWG) basée dans le sud de la Californie.

### Pro Wrestling Guerrilla (2018-...)
Puma King a fait ses débuts en tant que PWG le 14 septembre 2018, alors qu'il participait à leur Battle of Los Angeles. Il a perdu contre son compatriote luchador Flamita au premier tour, puis est revenu pour la troisième journée du tournoi où il, le PCO, Jody Fleisch, Darby Allin et Dan Barry ont vaincu Adam Brooks, David Starr (en), DJ Z, T-Hawk et Timothy Thatcher. un match hors tournoi. Le mois suivant, lors de l'émission "Smokey and the Bandido" de PWG, Puma King battit Flamita et Rey Horus.

### DDT Pro-Wrestling (2018-...)
N'ayant travaillé auparavant qu'au Japon dans le cadre des tournées Fantastica Mania de la CMLL, Puma King est rentré au Japon à la fin de 2018 pour disputer le DDT Pro-Wrestling. Il était l'un des 14 lutteurs participant au Grand Prix 2018 du Japon DDT D-Ou. Il n'a pas réussi à se qualifier dès le premier tour car il n'a battu que Daisuke Sasaki et Akito et a perdu les quatre matches restants du premier tour.
Le 25 août 2019, King est retourné au DDT Pro-Wrestling lors de l'événement Summer Vacation Memories 2019, remportant le Ironman Heavymetalweight Championship  après avoir battu Yuki Ueno, son premier titre de sa carrière après avoir quitté la LML.

## Palmarès

### Championnats et tournois remportés
- Asistencia Asesoría y Administración
  - 1 fois AAA World Trios Championship avec DMT Azul et Sam Adonis

- Consejo Mundial de Lucha Libre
  - 1 fois Occidente Light Heavyweight Championship

- Dramatic Dream Team
  - 8 fois Ironman Heavymetalweight Championship

### Résultats des matchs à enjeu (Luchas de apuestas)
| # | Vainqueur (enjeu) | Perdant (enjeu)     | Date              | Lieu           | Notes                                  |
| - | ----------------- | ------------------- | ----------------- | -------------- | -------------------------------------- |
| 1 | Puma (masque)     | Arissma (masque)    | 28 mai 2012       | Puebla, Puebla | Au cours de House show                 |
| 2 | Puma (masque)     | Rey Cometa (masque) | 14 septembre 2012 | Mexique        | Au cours de CMLL 79th Anniversary Show |

## Récompenses des magazines
- Pro Wrestling Illustrated

| Année | 2019 | 2020 à 2021 | 2022 |
| ----- | ---- | ----------- | ---- |
| Rang  | 406  | Non classé  | 349  |